# ビンソン計画
ビンソン計画（ビンソンけいかく）は、アニメ『機動戦士ガンダム』において設定上存在する、架空の軍事計画。一年戦争時の地球連邦宇宙艦隊再建計画である。名称は、実在したアメリカ合衆国下院議員カール・ヴィンソンが提案した海軍増強計画の名称「ヴィンソン案」にちなむ。

## 概要
ブリティッシュ作戦やルウム戦役で多大な被害を受けた虎の子の宇宙艦隊再建を唱える地球連邦軍上層部がV作戦と同時期に開始した。ビンソン計画を行うチームとV作戦のチームとの歩み寄りはあったようで、ビンソン計画で作られた艦艇の多数はモビルスーツ (MS) 搭載機能があったようだ。
またMS艦載のみではなく、艦艇の砲の武装も従来のミノフスキー粒子が散布されていない環境での電波誘導の長距離レーザービーム砲や長距離弾道ミサイルなどの大艦巨砲主義から
ミノフスキー粒子散布下で電波誘導が使えない状態で敵のジオン軍の主力のザクをはじめとするMSや主力艦艇のチベやムサイやなどMS母艦(空母)艦艇との接近戦を強く意識した砲に変更し、味方のジムやボールなどMSやセイバーフィッシュなど航宙戦闘機などの艦載機を火力支援できる武装に変更したとの説もある。
ビンソン計画で主に作られた艦艇はサラミス後期型（又はサラミスK）とマゼラン後期型（又はマゼランK）という従来の宇宙戦艦と宇宙巡洋艦の改修型艦であった。ソロモン攻略戦や星一号作戦（ア・バオア・クー攻略戦）で使用された艦艇の多数がこの計画に基づいて作られたものである。機動兵器相手に艦艇の持つ大火力は効果が薄いが、要塞攻略や対艦戦などには有効だったことから戦争後期では有効性があったと思われる。
ゲーム『機動戦士ガンダム ギレンの野望』シリーズでは、ティアンム提督が発案してくる。